# Droga krajowa nr 39 (Polska)
Droga krajowa nr 39 (DK39) – droga krajowa klasy G o długości 116 km prowadząca przez województwa: dolnośląskie, opolskie i wielkopolskie.
Przebiega z Łagiewnik w powiecie dzierżoniowskim do Baranowa koło Kępna. Przez obie miejscowości, które łączy DK39 przebiega także droga krajowa nr 8, z tym, że trasa DK39 omija Wrocław wraz z aglomeracją. Bezkolizyjnie i bez możliwości wjazdu lub zjazdu przecina autostradę A4 nieopodal miejscowości Owczary. W Brzegu poprzez Most Piastowski zapewnia przeprawę na drugą stronę Odry.

## Historia numeracji
Na przestrzeni lat trasa posiadała różne oznaczenia i klasyfikacje:

| Numer | Numer | Klasyfikacja                                                               | Przebieg                                                                 | Lata obowiązywania | Źródło | Uwagi                                                                                     |
| ----- | ----- | -------------------------------------------------------------------------- | ------------------------------------------------------------------------ | ------------------ | --- | ----------------------------------------------------------------------------------------- |
| ?     | ?     | • droga drugorzędna, droga lokalna (do 1985) • droga krajowa (od 1 X 1985) | Łagiewniki – Strzelin – Wiązów – Owczary                                 | do 1986            | - Atlas samochodowy Polski 1:500 000. Wyd. IV. Warszawa: Państwowe Przedsiębiorstwo Wydawnictw Kartograficznych, 1965. Brak numerów stron w książce - Samochodowy atlas Polski 1:500 000. Wyd. V. Warszawa: Państwowe Przedsiębiorstwo Wydawnictw Kartograficznych, 1979. ISBN 83-7000-017-7. Brak numerów stron w książce - Samochodowy atlas Polski 1:500 000. Wyd. IX. Warszawa: Państwowe Przedsiębiorstwo Wydawnictw Kartograficznych, 1984. Brak numerów stron w książce | nieznana numeracja przed 1986 r.                                                          |
| E22   | E22   | droga międzynarodowa                                                       | Owczary – Brzeg                                                          | 1962 – 1985        | - Atlas samochodowy Polski 1:500 000. Wyd. IV. Warszawa: Państwowe Przedsiębiorstwo Wydawnictw Kartograficznych, 1965. Brak numerów stron w książce - Samochodowy atlas Polski 1:500 000. Wyd. V. Warszawa: Państwowe Przedsiębiorstwo Wydawnictw Kartograficznych, 1979. ISBN 83-7000-017-7. Brak numerów stron w książce - Samochodowy atlas Polski 1:500 000. Wyd. IX. Warszawa: Państwowe Przedsiębiorstwo Wydawnictw Kartograficznych, 1984. Brak numerów stron w książce | brak danych o numeracji krajowej                                                          |
| ?     | ?     | • droga drugorzędna, droga lokalna (do 1985) • droga krajowa (od 1 X 1985) | Brzeg – Namysłów – Baranów                                               | do 1986            | - Atlas samochodowy Polski 1:500 000. Wyd. IV. Warszawa: Państwowe Przedsiębiorstwo Wydawnictw Kartograficznych, 1965. Brak numerów stron w książce - Samochodowy atlas Polski 1:500 000. Wyd. V. Warszawa: Państwowe Przedsiębiorstwo Wydawnictw Kartograficznych, 1979. ISBN 83-7000-017-7. Brak numerów stron w książce - Samochodowy atlas Polski 1:500 000. Wyd. IX. Warszawa: Państwowe Przedsiębiorstwo Wydawnictw Kartograficznych, 1984. Brak numerów stron w książce | nieznana numeracja przed 1986 r.                                                          |
| 384   | 384   | droga krajowa                                                              | Łagiewniki – Strzelin – Biedrzychów                                      | 14 II 1986 – 2000  | - Uchwała nr 192 Rady Ministrów z dnia 2 grudnia 1985 r. w sprawie zaliczenia dróg do kategorii dróg krajowych (M.P. z 1986 r. nr 3, poz. 16) - Polska: Atlas samochodowy 1:300 000. Wyd. pierwsze. Warszawa/Wrocław: Polskie Przedsiębiorstwo Wydawnictw Kartograficznych, 1992. ISBN 83-7000-080-0. Brak numerów stron w książce - Polska: Mapa samochodowa 1:700 000. Wyd. 1. Szczecin: Wydawnictwo Kartograficzne KOMPAS, 1996/1997. ISBN 83-904373-2-5. Brak numerów stron w książce - Rozporządzenie Rady Ministrów z dnia 15 grudnia 1998 r. w sprawie ustalenia wykazu dróg krajowych i wojewódzkich (Dz.U. z 1998 r. nr 160, poz. 1071) – wykaz dróg krajowych przed rokiem 2000 | na odc. Łagiewniki – Strzelin dozwolony ruch ciężki – dopuszczalny nacisk na oś do 10 ton |
| 397   | 397   | droga krajowa                                                              | Biedrzychów – Owczary                                                    | 14 II 1986 – 2000  | - Uchwała nr 192 Rady Ministrów z dnia 2 grudnia 1985 r. w sprawie zaliczenia dróg do kategorii dróg krajowych (M.P. z 1986 r. nr 3, poz. 16) - Polska: Atlas samochodowy 1:300 000. Wyd. pierwsze. Warszawa/Wrocław: Polskie Przedsiębiorstwo Wydawnictw Kartograficznych, 1992. ISBN 83-7000-080-0. Brak numerów stron w książce - Polska: Mapa samochodowa 1:700 000. Wyd. 1. Szczecin: Wydawnictwo Kartograficzne KOMPAS, 1996/1997. ISBN 83-904373-2-5. Brak numerów stron w książce - Rozporządzenie Rady Ministrów z dnia 15 grudnia 1998 r. w sprawie ustalenia wykazu dróg krajowych i wojewódzkich (Dz.U. z 1998 r. nr 160, poz. 1071) – wykaz dróg krajowych przed rokiem 2000 |                                                                                           |
| 4     | E40   | droga krajowa/międzynarodowa                                               | Owczary – Brzeg                                                          | 14 II 1986 – 2000  | - Uchwała nr 192 Rady Ministrów z dnia 2 grudnia 1985 r. w sprawie zaliczenia dróg do kategorii dróg krajowych (M.P. z 1986 r. nr 3, poz. 16) - Polska: Atlas samochodowy 1:300 000. Wyd. pierwsze. Warszawa/Wrocław: Polskie Przedsiębiorstwo Wydawnictw Kartograficznych, 1992. ISBN 83-7000-080-0. Brak numerów stron w książce - Polska: Mapa samochodowa 1:700 000. Wyd. 1. Szczecin: Wydawnictwo Kartograficzne KOMPAS, 1996/1997. ISBN 83-904373-2-5. Brak numerów stron w książce - Rozporządzenie Rady Ministrów z dnia 15 grudnia 1998 r. w sprawie ustalenia wykazu dróg krajowych i wojewódzkich (Dz.U. z 1998 r. nr 160, poz. 1071) – wykaz dróg krajowych przed rokiem 2000 |                                                                                           |
| 453   | 453   | droga krajowa                                                              | Brzeg – Namysłów – Baranów                                               | 14 II 1986 – 2000  | - Uchwała nr 192 Rady Ministrów z dnia 2 grudnia 1985 r. w sprawie zaliczenia dróg do kategorii dróg krajowych (M.P. z 1986 r. nr 3, poz. 16) - Polska: Atlas samochodowy 1:300 000. Wyd. pierwsze. Warszawa/Wrocław: Polskie Przedsiębiorstwo Wydawnictw Kartograficznych, 1992. ISBN 83-7000-080-0. Brak numerów stron w książce - Polska: Mapa samochodowa 1:700 000. Wyd. 1. Szczecin: Wydawnictwo Kartograficzne KOMPAS, 1996/1997. ISBN 83-904373-2-5. Brak numerów stron w książce - Rozporządzenie Rady Ministrów z dnia 15 grudnia 1998 r. w sprawie ustalenia wykazu dróg krajowych i wojewódzkich (Dz.U. z 1998 r. nr 160, poz. 1071) – wykaz dróg krajowych przed rokiem 2000 | dozwolony ruch ciężki – dopuszczalny nacisk na oś do 10 ton                               |
| 39    | 39    | droga krajowa                                                              | Łagiewniki – Strzelin – Biedrzychów – Owczary – Brzeg – Namysłów – Kępno | od 2000            | - Zarządzenie nr 6 Generalnego Dyrektora Dróg Publicznych z dnia 9 maja 2000 r. w sprawie nowych numerów dróg krajowych [online], Rzeczpospolita, 4 lipca 2000. - Polska: Mapa samochodowa 1:700 000. Wyd. XXVII. Dom Wydawniczy PWN, 2016. ISBN 978-83-7705-942-5. Brak numerów stron w książce | informacje dla ruchu ciężkiego                                                            |

## Ważniejsze miejscowości leżące na trasie DK39
- Łagiewniki (DK8, DW384)
- Strzelin
- Wiązów
- Brzeg (DK94)
- Namysłów
- Kamienna (DK42)
- Rychtal
- Baranów (S11)

## Ograniczenia w ruchu
- W Brzegu wiadukt kolejowy nad drogą, oznakowanie zakazem wjazdu dla pojazdów wyższych niż 3,7 m.
- W okolicy miejscowości Mroczeń wiadukt łukowy nad drogą, oznakowanie zakazem wjazdu dla pojazdów wyższych niż 3,5 m.

### Dopuszczalny nacisk na oś
Od 13 marca 2021 roku na całej długości drogi dozwolony jest ruch pojazdów o nacisku pojedynczej osi do 11,5 tony z wyjątkiem określonych miejsc oznaczonych znakiem zakazu B-19.

#### Do 13 marca 2021 r.
Wcześniej droga krajowa nr 39 była objęta ograniczeniami dopuszczalnego nacisku pojedynczej osi na odcinkach:
| Znak | Dopuszczalny nacisk | Odcinek                                                                                  |
| ---- | ------------------- | ---------------------------------------------------------------------------------------- |
| DK39 | do 8 ton            | - Łagiewniki () – Strzelin – Wiązów – - Brzeg ( – ul. Włościańska) – Namysłów – Kępno () |